# Nikola Mikić
Nikola Mikić (in serbo Никола Микић?; Kraljevo, 13 settembre 1985) è un allenatore di calcio ed ex calciatore serbo, di ruolo difensore, vice allenatore della Stella Rossa.

## Carriera
Ha giocato nella massima serie dei campionati serbo e greco.